# Dam tot Damloop 2000
De Dam tot Damloop 2000 werd gehouden op zondag 19 september 2000. Het was de zestiende editie van deze loop. De wedstrijd liep van Amsterdam naar Zaandam. Doordat KNAU en Le Champion het wereldkampioenschap halve marathon in 2001 naar de Dam tot Damloop wilden halen, werd de wedstrijd net als het jaar ervoor verlengd tot een halve marathon. De recreantenlopers liepen wel de gebruikelijke 10 Engelse mijl. Deze editie namen er geen skaters deel na het incident van vorig jaar.
De Keniaan Christopher Cheboiboch won de wedstrijd in 1:00.49. Hij bleef zijn landgenoten John Gwako (1:01.33) en William Kiplagat (1:01.39) meer dan een halve minuut voor. Bij de vrouwen ging Lornah Kiplagat met de hoogste eer strijken. Zij finishte in 1:07.37, ruim twee minuten sneller dan haar landgenote Leah Malot.

## Statistieken
| afstand                    | deelnemers |
| -------------------------- | ---------- |
| 10 Engelse mijl            | 16.550     |
| halve marathon (wedstrijd) | 650        |
| minilopen                  | 3050       |
| 4 EM / 7 km                | 700        |
| Totaal                     | 20950      |

## Uitslagen

### Mannen
| rang   | naam                   | land | tijd    |
| ------ | ---------------------- | ---- | ------- |
| Goud   | Christopher Cheboiboch | KEN  | 1:00.49 |
| Zilver | John Gwako             | KEN  | 1:01.33 |
| Brons  | William Kiplagat       | KEN  | 1:01.39 |
| 4      | El-Arbi Zeroual        | FRA  | 1:01.51 |
| 5      | Philip Singoei         | KEN  | 1:01.57 |
| 6      | Gert Thys              | RSA  | 1:02.15 |
| 7      | Greg van Hest          | NED  | 1:02.16 |
| 8      | Kamal Ziani            | ESP  | 1:02.56 |
| 9      | Kiplimo Muneria        | KEN  | 1:03.06 |
| 10     | David Kirwa            | KEN  | 1:03.07 |
| 11     | Diego García           | ESP  | 1:03.09 |
| 12     | Marco Gielen           | NED  | 1:03.09 |
| 13     | Hilaire Ntirempeba     | BDI  | 1:03.13 |
| 14     | Danilo Goffi           | ITA  | 1:03.16 |
| 15     | John Kagwe             | KEN  | 1:03.30 |
| 16     | El Hassan El Ahmadi    | FRA  | 1:03.31 |
| 17     | Worku Bikila           | ETH  | 1:03.44 |
| 18     | Moses Tanui            | KEN  | 1:03.48 |
| 19     | Luc Krotwaar           | NED  | 1:03.54 |
| 20     | Fransua Woldemariam    | ETH  | 1:05.15 |
| 21     | Jose-Maria Rosello     | ESP  | 1:05.16 |
| 22     | Dick van de Broek      | NED  | 1:05.16 |
| 23     | Peter van Egdom        | NED  | 1:05.17 |
| 24     | Wilson Kibet           | KEN  | 1:05.19 |
| 25     | Abdelaziz Bougra       | MAR  | 1:05.44 |

### Vrouwen
| rang   | naam                     | land | tijd    |
| ------ | ------------------------ | ---- | ------- |
| Goud   | Lornah Kiplagat          | KEN  | 1:07.37 |
| Zilver | Leah Malot               | KEN  | 1:09.46 |
| Brons  | Hellen Kimaiyo           | KEN  | 1:09.48 |
| 4      | Susan Chepkemei          | KEN  | 1:09.48 |
| 5      | Margaret Okayo           | KEN  | 1:11.25 |
| 6      | Wilma van Onna           | NED  | 1:13.24 |
| 7      | Sandra Vandenhaesevelde  | BEL  | 1:15.26 |
| 8      | Faustina-Maria Ramos     | ESP  | 1:16.01 |
| 9      | Simona Staicu            | HUN  | 1:16.20 |
| 10     | Vivian Ruijters          | NED  | 1:16.29 |
| 11     | Irma Heeren              | NED  | 1:16.37 |
| 12     | Erika van de Bilt        | NED  | 1:17.45 |
| 13     | Anne van Schuppen        | NED  | 1:17.48 |
| 15     | Petra Maak               | GER  | 1:19.33 |
| 16     | Barbara Kamp             | NED  | 1:19.55 |
| 17     | Annelieke van der Sluijs | NED  | 1:20.22 |
| 18     | Lyudmila Afonjushkina    | RUS  | 1:21.11 |

1985 ·
1986 ·
1987 ·
1988 ·
1989 ·
1990 ·
1991 ·
1992 ·
1993 ·
1994 ·
1995 ·
1996 ·
1997 ·
1998 ·
1999 ·
2000 ·
2001 ·
2002 ·
2003 ·
2004 ·
2005 ·
2006 ·
2007 ·
2008 ·
2009 ·
2010 ·
2011 ·
2012 ·
2013 ·
2014 ·
2015 ·
2016 ·
2017 ·
2018 ·
2019